# Dragonsphere
Dragonsphere (englisch; auf Deutsch etwa Drachensphäre) ist ein Point-and-Click-Adventure des US-amerikanischen Herstellers MicroProse. Es wurde 1994 für MS-DOS-Rechner veröffentlicht.

## Handlung
Dragonsphere spielt in einer für dieses Spiel entwickelten Fantasy-Welt. Der Spieler schlüpft in die Rolle von Callash, dem frisch gekrönten König von Gran Callahach. 20 Jahre zuvor war der böse Zauberer Sanwe, der das Land zu erobern drohte, vom Hofzauberer von Callashs Vater in einem magischen Turm am Rande des Königreichs eingesperrt worden. Eine im Palast des Königs ausgestellte, magische Glaskugel stellte einen Indikator für die Intaktheit von Sanwes Gefängnis dar und zeigt bei Spielbeginn plötzlich bedrohliche Risse. Bereits vor seiner Gefangennahme hatte Sanwe fürchterliche Rache angedroht, was sofortiges Handeln Callashs erforderlich macht. Er reist durch sein Königreich, um die Hilfe verschiedener Rassen einzufordern und schließlich Sanwe in seinem Turm zu stellen. Mit Hilfe dreier magischer Steine kann er den Zauberer bannen.

## Spielprinzip und Technik
Dragonsphere ist ein Grafikadventure der zweiten Generation: Es kann vollständig ohne Tastatur gespielt werden, verwendet aber noch ein Textmenü zur Simulation von Eingaben in einen Parser. Die oberen 80 % des Bildschirms stellen die Umgebung als handgezeichnete, teilanimierte Grafik dar, über die der Spielcharakter sowie NPCs als animierte Sprites gelegt werden. Das Ergebnis ist einem durch den Spieler gesteuerten Zeichentrickfilm ähnlich. Die unteren 20 % des Bildschirms werden durch eine Auflistung von Verben sowie verfügbaren Objekten ausgemacht, wobei die Objekte bewegliche Gegenstände, Teile der Szenerie oder NPCs sein können. Durch die Kombination eines Verbs mit einem oder mehreren Objekten kann der Spieler mit seiner Umgebung interagieren. Typische Interaktionsmöglichkeiten sind das genaue Untersuchen der Spielumgebung, Kommunikation mit NPCs und die Manipulation von Objekten.
Das Spiel verfügt über zwei Schwierigkeitsgrade. Der höhere Schwierigkeitsgrad bietet etwas schwerere Rätsel und weniger Hilfestellung beim Lösen derselben.

## Produktionsnotizen
Dragonsphere ist das dritte Grafikadventure, das MicroProse mit Hilfe der Engine MicroProse Adventure Development System  entwickelte. Die beiden Vorgänger waren Rex Nebular und Return of the Phantom. Die CD-ROM-Version von Dragonsphere enthält auf Grund des deutlich höheren Speicherplatzes Sprachausgabe. Das Skript zu Dragonsphere stammt von Douglas Kaufman, der nach dem Verkauf von MicroProse Sid Meier zu Firaxis Games folgte und dort und später bei Big Huge Games Strategiespiele wie Rise of Nations oder Age of Empires schrieb. Laut Kaufman beruhte die Entscheidung, mit Dragonsphere ein klassisches Fantasy-Spiel zu schreiben, darauf, dass ein größerer Teil der am Spiel beteiligten Personen Fans des Genres und insbesondere der Romane von J.R.R. Tolkien war.
Der Verpackung des Spiels lag ein Bericht des königlichen Tutors Finnak Llay über das Wesen des Zauberers Sanwe bei. Dieser Bericht wurde im Spiel in Form einer Abfrage referenziert und stellte damit einen Kopierschutz dar.
Seit 2011 ist Dragonsphere auf der Online-Distributionsplattform Gog.com in einer auf modernen Windows-Systemen lauffähigen Fassung kostenlos erhältlich.

## Rezeption
Adventure Gamers lobte die Puzzles, die Grafik und die detaillierte Spielwelt, kritisierte aber die flache Charakterzeichnung und die kurze Spielzeit von etwa fünf Stunden. PC Joker hob die guten Animationen besonders hervor und nannte das Spiel insgesamt ein „rundum geglücktes Abenteuer“. Die Power Play merkte zwar Story, Grafik und Musik positiv an, bemängelte aber die „betagte“ Oberfläche mit ihrem Verbenmenü und kritisierte in Folge das Gameplay als „umständlich“. Computer Gaming World bezeichnete die Animationen als „lebensecht“ und lobte das Dialogsystem, das einerseits tatsächlich Auswirkungen auf den weiteren Verlauf der Geschichte habe, deren „Flow“ aber nicht behindere. Die Sprachausgabe der CD-ROM-Version kritisierte CGW als „hohl und leblos“.